# Episodi de Le sorelle McLeod (sesta stagione)
La sesta stagione della serie televisiva Le sorelle McLeod è stata trasmessa in prima visione in Australia da Nine Network nel 2006. 
In Italia è stata trasmessa in prima visione in chiaro da Rai 1 e sul satellite da Hallmark Channel.
| nº | Titolo originale             | Titolo italiano                   | Prima TV USA | Prima TV Italia |
| -- | ---------------------------- | --------------------------------- | ------------ | --------------- |
| 1  | Lost and Found               | Sorelle ritrovate                 |              |                 |
| 2  | Truth Hurts                  | La verità fa male                 |              |                 |
| 3  | Kiss of Death                | Il bacio della morte              |              |                 |
| 4  | Luck be a Lady               | Una mano sfortunata               |              |                 |
| 5  | The Real McLeod              | Una vera McLeod                   |              |                 |
| 6  | The Calling                  | La telefonata                     |              |                 |
| 7  | What Lies Beneath            | Cosa c'è sotto                    |              |                 |
| 8  | Where The Heart Is           | Dove ti porta il cuore            |              |                 |
| 9  | Deliver Us From Evil         | Liberaci dal male                 |              |                 |
| 10 | The Big Commitment           | Il grande impegno                 |              |                 |
| 11 | Biting The Bullet            | Triste verità                     |              |                 |
| 12 | Second Best                  | Testimone di nozze                |              |                 |
| 13 | The Trouble With Harry       | La fine di Harry                  |              |                 |
| 14 | The Legend of Harry Ryan     | La leggenda di Harry Ryan         |              |                 |
| 15 | Second Chances               | Seconde chance                    |              |                 |
| 16 | Secrets and Lies             | Segreti e bugie                   |              |                 |
| 17 | The Life of Riley            | La vita di Riley                  |              |                 |
| 18 | Wild Horses                  | Cavalli selvatici                 |              |                 |
| 19 | The Great Temptation         | La grande tentazione              |              |                 |
| 20 | Suspicious Minds             | Sospetti                          |              |                 |
| 21 | Days of Reckoning            | La resa dei conti                 |              |                 |
| 22 | Scratch the Surface          | Grattare in superficie            |              |                 |
| 23 | For Better or Worse          | Nella buona e nella cattiva sorte |              |                 |
| 24 | The Eleventh Hour            | Sul filo del rasoio               |              |                 |
| 25 | Old Wrongs                   | Vecchie ingiustizie               |              |                 |
| 26 | Handle with Care             | Maneggiare con cura               |              |                 |
| 27 | Guess Who's Coming to Dinner | Indovina chi viene a cena         |              |                 |
| 28 | One Perfect Day              | Un giorno perfetto                |              |                 |
| 29 | Winners and Losers           | Vincitori e vinti                 |              |                 |
| 30 | Damage Control               | Limitare i danni                  |              |                 |
| 31 | Risk                         | Rischio                           |              |                 |
| 32 | Twenty Questions             | Venti domande                     |              |                 |